# Claudiu Suciu
Claudiu Suciu (* 19. März 1985 in Rodna Veche, Kreis Bistrița-Năsăud) ist ein rumänischer Biathlet.
Claudiu Suciu ist Student und lebt in seinem Geburtsort. Er startet für CSAMB Predeal und wird von Mihai Rădulescu trainiert. Seit 2000 betreibt er Biathlon, seit 2002 gehört er dem Nationalkader Rumäniens an. In Ridnaun bestritt er 2003 seine ersten Rennen im Biathlon-Europacup der Junioren. Erstes Großereignis bei den Junioren wurden die Sommerbiathlon-Weltmeisterschaften 2004 in Osrblie. Suciu wurde 20. im Sprint, wie im Massenstart sowie 21. im Verfolgungsrennen. 2005 debütierte der Rumäne in Oberhof im Biathlon-Weltcup und wurde in seinem ersten Sprint 102. Bei den Biathlon-Europameisterschaften 2006 der Junioren wurde der Rumäne 20. im Einzel und 26. im Sprint, wie auch in der Verfolgung. 2006 erreichte er mit Platz 91 in einem Sprint in Hochfilzen sein bestes Resultat im Weltcup. 2007 bestritt er seine bislang letzten Weltcuprennen. In Bansko startete er bei den Biathlon-Europameisterschaften 2007. Im Einzel erreichte er Platz 35, wurde 51. des Sprints und 38. des Verfolgungsrennens. Bei der Militär-Skiweltmeisterschaft 2007 in Estland wurde er 63. im Sprint, 15. in der Teamwertung sowie 13. mit der Militärpatrouille. Ein Jahr später erreichte er in Hochfilzen den 36. Platz im Sprint, wurde 13. der Teamwertung und 19. mit der Militärpatrouille. Schon ein paar Tage zuvor nahm Suciu an den Offenen Balkanmeisterschaften im Biathlon 2008 in Băile Harghita teil, bei denen er hinter den Bulgaren Wladimir Iliew und Krassimir Anew im Sprint die Bronzemedaille gewann. Seinen größten internationalen Erfolg feierte Suciu bei den Sommerbiathlon-Europameisterschaften 2008 in Bansko. Mit Simona Crăciun, Réka Ferencz und Alexandru Tișcă gewann er hinter den Staffeln aus Russland und Tschechien die Bronzemedaille im Mixed-Wettbewerb.

## Biathlon-Weltcup-Platzierungen
Die Tabelle zeigt alle Platzierungen (je nach Austragungsjahr einschließlich Olympische Spiele und Weltmeisterschaften).
- 1.–3. Platz: Anzahl der Podiumsplatzierungen
- Top 10: Anzahl der Platzierungen unter den ersten zehn (einschließlich Podium)
- Punkteränge: Anzahl der Platzierungen innerhalb der Punkteränge (einschließlich Podium und Top 10)
- Starts: Anzahl gelaufener Rennen in der jeweiligen Disziplin

| Platzierung                      | Einzel | Sprint | Verfolgung | Massenstart | Staffel | Gesamt |
| -------------------------------- | ------ | ------ | ---------- | ----------- | ------- | ------ |
| 1. Platz                         |        |        |            |             |         |        |
| 2. Platz                         |        |        |            |             |         |        |
| 3. Platz                         |        |        |            |             |         |        |
| Top 10                           |        |        |            |             |         |        |
| Punkteränge                      |        |        |            |             |         |        |
| Starts                           | 1      | 9      |            |             |         | 10     |
| Stand: nach der Saison 2009/2010 |        |        |            |             |         |        |